# 1923 у футболі
Нижче наведені футбольні події 1923 року у всьому світі.

## Події
- На стадіоні «Вемблі» вперше було спортивний захід — фінал кубка Англії, в якому зустрілись «Болтон Вандерерз» і «Вест Гем Юнайтед».

## Засновані клуби
- Вільярреал (Іспанія)
- Генк (футбольний клуб) (Бельгія)
- Динамо (Москва) (Росія)
- Зоря (Луганськ)
- Рапід (Бухарест) (Угорщина)
- Хапоель (Тель-Авів) (Ізраїль)

## Національні чемпіони
- Англія: Ліверпуль
- Бельгія: Юніон
- Данія: Фрем
- Ісландія: Фрам
- Італія: Дженоа
- Німеччина: Гамбург
- Парагвай: Клуб Гуарані
- Польща: Погонь (Львів)
- Шотландія: Рейнджерс